# Ukaturaka
L’île Ukaturaka est une des plus larges îles sur le fleuve Congo. Elle est située en République démocratique du Congo, à 74 km en amont de Mbandaka, et précède l’île Esumba. Elle est bordée par le fleuve au nord et le chenal Ukaturaka au sud. Elle mesure près de 100 km de longueur et a une superficie d’environ 500 km2.